# Theo Germaine
Theo Germaine es un actor estadounidense conocido por interpretar a James Sullivan en la serie de televisión de Netflix The Politician.

## Vida personal
Germaine es originario de Illinois; trabajó en una cafetería en Chicago antes de mudarse temporalmente a Los Ángeles, California para grabar The Politician. Germaine es una persona no binaria y usa los pronombres he/him y they/them. En el podcast LGBTQ&A, Germaine explicó: "Bromeo y le digo a la gente que mis primeros recuerdos son El Rey León y la disforia de género. Recuerdo que tenía tres años y estaba en la guardería y todos estábamos acostados en nuestras colchonetas y tratando de dormir la siesta, y recuerdo que no podía dormir la siesta porque siempre me sentaba allí y pensaba en el género." Germaine hizo la transición cuando era adolescente.

## Filmografía

### Cine
| Año  | Título       | Papel        | Notas        |
| ---- | ------------ | ------------ | ------------ |
| 2019 | Adam         | Carlisle     |              |
| 2019 | Holy Trinity | Baby         | [ 3 ]        |
| 2020 | Equal        | Jack Starr   |              |
| 2021 | Boysugar     | Levi         | Cortometraje |
| 2022 | Night's End  | Lyden Knight |              |
| 2022 | They/Them    | Jordan Lewis |              |

### Televisión
| Año       | Título           | Papel          | Notas        |
| --------- | ---------------- | -------------- | ------------ |
| 2019      | Work in Progress | Chris          | 8 episodios  |
| 2019-2020 | The Politician   | James Sullivan | 15 episodios |